# Prossedi
Prossedi är en ort och kommun i provinsen Latina i regionen Lazio i Italien. Kommunen hade 1 206 invånare (2018).